# (5701) Baltuck
(5701) Baltuck est un astéroïde de la ceinture principale.

## Description
(5701) Baltuck est un astéroïde de la ceinture principale. Il fut découvert par Clyde Tombaugh le 26 octobre 1929 à Flagstaff (Observatoire Lowell). Il présente une orbite caractérisée par un demi-grand axe de 2,7520 UA, une excentricité de 0,1937 et une inclinaison de 6,2337° par rapport à l'écliptique.
Il fut nommé en hommage à la représentante de la NASA en Australie et Asie du Sud-Est, Miriam Baltuck, née en 1954.

## Compléments